# John Myhre
John Myhre (1959) è uno scenografo statunitense.

## Carriera
Attivo dagli anni '70, si è trasferito a Hollywood nel 1984, ha ricevuto la sua prima nomination all'Oscar alla migliore scenografia nel 1998 per Elizabeth di Shekhar Kapur. Ha invece vinto il Premio Oscar nella stessa categoria nel 2003 per Chicago e nel 2006 per Memorie di una geisha, entrambi diretti da Rob Marshall. Ha ricevuto la nomination agli Oscar nuovamente nel 2007 e nel 2010. Nel 2007 ha vinto l'Emmy Award. Tra gli altri film a cui ha preso parte vi sono X-Men, Alì e Nine.

## Filmografia parziale
- Puppet Master - Il burattinaio (Puppet Master), regia di David Schmoeller (1989)
- Rollerblades - Sulle ali del vento (Airborne), regia di Rob Bowman (1993)
- Una lunga pazza estate (It Runs in the Family), regia di Bob Clark (1994)
- Foxfire, regia di Annette Haywood-Carter (1996)
- Vanishing Point, regia di Charles Robert Carner (1997)
- Anna Karenina, regia di Bernard Rose (1997)
- Lawn Dogs, regia di John Duigan (1997)
- Elizabeth, regia di Shekhar Kapur (1998)
- X-Men, regia di Bryan Singer (2000)
- Alì, regia di Michael Mann (2001)
- Chicago, regia di Rob Marshall (2002)
- Memorie di una geisha (Memories of a Geisha), regia di Rob Marshall (2005)
- Dreamgirls, regia di Bill Condon (2006)
- Wanted - Scegli il tuo destino (Wanted), regia di Timur Bekmambetov (2008)
- Nine, regia di Rob Marshall (2009)
- Pirati dei Caraibi - Oltre i confini del mare (Pirates of the Caribbean: On Stranger Tides), regia di Rob Marshall (2011)
- X-Men - Giorni di un futuro passato (X-Men: Days of Future Past), regia di Bryan Singer (2014)
- The Great Wall, regia di Zhāng Yìmóu (2016)
- Il ritorno di Mary Poppins (Mary Poppins Returns), regia di Rob Marshall (2018)
- Lilli e il vagabondo (Lady and the Tramp), regia di Charlie Bean (2019)
- La sirenetta (film 2023), regia di Rob Marshall (2023)